# Катеріна Муріно
Катеріна Муріно (італ. Caterina Murino) (*15 вересня 1977) — італійська акторка.

## Життєпис
Дебютувала в кіно у 2001 році. Популярність їй принесла головна роль у французькій комедії «Корсиканець». Кілька років по тому втілила дівчину Бонда у фільмі «Казино Рояль».

## Громадська позиція
У 2018 підтримала звернення Європейської кіноакадемії на захист ув'язненого у Росії українського режисера Олега Сенцова

## Фільмографія
- Nowhere (2002)
- Il Bandito Corso (2004)
- L'amour aux trousses (2005)
- Casino Royale (2006)
- Eleonora d'Arborea (2006)
- Les bronzés 3: amis pour la vie (2006)
- Non pensarci (2007)
- St. Trinian's (2007)
- Alibi e sospetti (2008)
- Made in Italy (2008)
- Il seme della discordia (2008)
- Toute ma vie (2009)
- Comme les cinq doigts de la main (2010)
- Едемський сад[en] (2010)
- Жереб (2010)
- Équinoxe (2011)
- La proie (2011)
- Intèrieur Femme (2011)
- Gabin le mime (2012)
- Одіссей / Odysseus (2013)
- Таксі: Бруклін (2014)
- Антиганг (2015)